# ヤマヒロのぴかいちラジオ
『ヤマヒロのぴかいちラジオ』は、MBSラジオが毎日放送（テレビ・ラジオの兼営体制）時代の2013年10月15日から放送しているトーク番組。関西テレビ放送（テレビ単営局）のアナウンサー時代から「ヤマヒロ」という愛称で知られる山本浩之（フリーアナウンサー）の冠番組の一つで、「ラジオパーソナリティ」として初めてレギュラーで出演した番組でもある。

## 概要
学生時代からラジオパーソナリティになることを志しながら、1985年4月から2013年3月までテレビ単営局・関西テレビ放送でアナウンサーとしてのキャリアを積んできた山本浩之が、初めてラジオのパーソナリティを務める番組。『茶屋町プレミアムナイト』（以下、『茶屋町』）火曜日枠として放送を開始した。
番組タイトルの「ぴかいち」や、リクエスト曲以外に番組で流れる楽曲は、いずれも山本のセレクトによる。その一方で、MBSラジオの生ワイド番組でのパーソナリティ・アシスタント経験が豊富な古川圭子（毎日放送アナウンサー）が、「ラジオの先輩」として年上の山本を支える。
当番組では、直近のニュースから「大人の恋愛」に至るまでの多彩な話題を、リスナーの投稿を交えながら山本ならではの目線で紹介している。また、放送中に紹介したメッセージを投稿したリスナーには、番組グッズとして「どこでもほじれる大人の黒綿棒」を進呈。Twitterの公式アカウントを通じて番組情報を発信するほか、リスナーからのメッセージも受け付けている。当番組の制作発表記者会見で、山本は「自分の家のリビングで話しているような番組にしたい」「（学生時代に愛聴していたというラジオ大阪の深夜番組）『鶴瓶・新野のぬかるみの世界』みたいに（リスナーへ）広がっていけばいい」といった抱負を披露。番組内のジングルでは、リスナーに向けて、山本の声で「艶っぽくて濃くて生々しいメッセージをお待ちしています」というアナウンスを流している。
『茶屋町』時代には、同レーベルの共通コーナーである「Today's Sports Topix」なども内包。また、番組の途中（18時台後半）からエンディングまでは、週替わりでレギュラーゲストが出演していた。
『茶屋町』はナイターオフ限定レーベルだったが、本番組は2014年ナイターイン編成以降も放送を継続。毎週金曜日22:00 - 23:30に移動したうえで、『茶屋町』時代の週替わりゲストから、すっちーをレギュラーに起用している。2016年の4月改編（ナイターイン編成）からは、上記の放送枠を1時間繰り上げる一方で、放送時間を5分短縮する。
『茶屋町』時代には19時台後半のコーナー「怒りの投稿!!街なかモンスターハンター」を、放送終了後にYouTube内のMBSラジオ公式チャンネルから配信。単独番組としての編成開始後は、番組のほぼ全編を配信している。

## 放送時間
- 2013年10月15日 - 2014年3月25日：毎週火曜日 17:54 - 20:50
  - 『MBSタイガースライブスペシャル』としてクライマックス・シリーズや日本シリーズのナイトゲームを中継する場合には、当番組を休止。ただし、番組内の「MBSニュース」「お天気のお知らせ」については、中継終了の直後に5分間の単独番組としてセットで放送していた。
- 2014年4月4日 - 2016年3月25日：毎週金曜日 22:00 - 23:30
  - 『MBSベースボールパーク』のプロ野球ナイトゲーム中継を21:00以降にまで延長した場合には、『報道するラジオ』（生放送の報道番組）をはさんで、中継終了から1時間後に放送していた。
- 2016年4月1日 - 2018年3月30日：毎週金曜日 21:00 - 22:25
  - 『報道するラジオ』の放送枠を毎週月曜日の20:00 - 21:00に移動させたため、『MBSベースボールパーク』の中継を延長した場合には、中継終了の直後から放送していた。
  - 2016年10月には、毎日放送が開局65周年記念特別企画の一環として13日（木曜日）から16日（日曜日）まで開催する「MBSプロデュース 豪華客船 神戸発着3泊4日の旅『ドリームズ・カム・クルーズ』」（クルーズ客船「ぱしふぃっくびいなす」のチャーターによる有料のスペシャルツアー）に山本が同行。そのため、ツアーの2日目に当たる14日（金曜日）放送分では、山本の出演による船内からの生中継をエンディング付近に組み込んだ[4]。
- 2018年4月6日 - 2024年3月29日：毎週金曜日 21:00 - 22:00
  - この期間には『MBSヤングタウン』（『ヤンタン』）の金曜版が『アリスのMBSヤングタウン』というタイトルで後枠（基本として22:00 - 23:00に）に編成されていたが、『MBSベースボールパーク』の中継を延長した場合には、中継終了の直後から当番組と『アリスのヤンタン』を順次放送していた。
- 2024年4月6日 - ：毎週金曜日 23:00 - 24:00
  - 基本として23:00 - 24:30に編成されていた生放送番組の『週刊ヤングフライデー』（『ヤンフラ』）が前週（3月29日）で終了したことや、前年（2023年）まで火 - 木曜日に組まれていた『MBSベースボールパークEXトラ!』（プロ野球ナイトゲーム中継の後座番組）が金曜日にも編成されるようになったことを背景に、当番組の放送枠を『ヤンタン』金曜版（『伊原六花のMBSヤングタウン』）より後（『ヤンフラ』が放送されていた23時台）へ移動。『MBSベースボールパーク』のナイトゲーム中継を21:55以降も延長した場合には、『EXトラ!』を休止したうえで『伊原六花のヤンタン』と合わせて放送枠の完全スライド方式で中継の終了直後から順次放送している。
  - ヤマヒロは2024年4月1日（月曜日）からMBSラジオで『ヤマヒロのぴかッとモーニング』（『ありがとう浜村淳です』平日版の後継番組として平日の8:00 - 10:00に生放送）のパーソナリティを新たに任されていて、古川も毎週月・火曜日に『ぴかッとモーニング』のパートナーを務めている。ただし、当番組では、事前収録による制作体制を維持することによってレギュラー放送を継続。

## 出演者
◎：出演時点で毎日放送のアナウンサー
- パーソナリティ：山本浩之
- アシスタント：古川圭子◎
- パートナー：すっちー
- パートナーが休みの時：兵動大樹、ランディーズ中川貴志
- ゲスト：ランディーズ中川貴志など

2013年度のみ出演
- パートナー（週替わり）
  - メッセンジャーあいはら
  - メッセンジャー黒田
  - ほんこん
  - シャンプーハットなど
- 「Today's Sports Topix」担当：馬野雅行◎
- MBSニュース担当：千葉猛◎

## コーナー
- 怒りの投稿!!街なかモンスターハンター
  - リスナーからの投稿を基に、日常生活で腹立たしさや厚かましさを感じた人々（モンスター）の行動を暴露する。コーナータイトルにちなんで、テーマソングにはピンク・レディーの「モンスター」を使用。『茶屋町』時代は当コーナーのみ、放送終了後にYouTubeのMBSラジオ公式チャンネルを通じて音源を配信していた。
- 山本社交倶楽部
  - 「青春の思い出話」や「老いらくの恋」ではなく、「『40 - 60代の紳士淑女』による現在進行形の恋愛」について、山本やリスナーからの体験談を交えながら本音で語り合うコーナー。テーマソングには「エマニエル夫人」の主題歌、BGMやジングルには小林明子のデビュー曲「恋におちて -Fall in love-」（MBSテレビでも放送された『金曜日の妻たちへIII 恋におちて』主題歌）を使用。また、当コーナーで紹介するメッセージは、古川が投稿者の秘密や個人情報を厳守する旨のアナウンスを必ず入れている。
- ぴかいち価値観調査～これどやねん！？～
  - 毎回リスナーから「これどやねん！？」と思ったことを投稿してもらい、その投稿を山本・すっちー・古川で議論していくコーナー。テーマソングにはマイケル・ジャクソンの「ブラック・オア・ホワイト」を使用。ただし、山本社交倶楽部で3人が熱く語り合ってしまい、そのコーナーが伸びてしまった場合、休止になることがある。

### 2013年度ナイターオフ編成版
時刻は目安で、「 」内は放送上のコーナータイトル。◎は『茶屋町』の共通コーナー。
- 17:54 オープニング
  - 前枠番組『ノムラでノムラだ♪ EXトラ!』からステブレレスでスタート。山本と古川によるトークが一段落してから、各コーナーやテーマへのメッセージを募集する。
- 18:20「Today's Sports Topix」◎
- 18:35 フリーゾーン（「しゃかりきラジオ営業マン ビッグムーン大月のマル得プレミアム情報」◎・山本によるインフォマーシャル・リスナーからのテーマメッセージ紹介など）
- 18:45 週替わりパートナーを迎えてのフリートーク
- 19:15「ワールドエンタメニュース」
  - 放送日までの1週間の話題から、山本が特に気になったニュースを紹介する。ニュースのナレーションを古川が担当。ECCの1社提供コーナーであることから、タイトルが示すように、日本国外の話題も扱う。
- 19:30「MBSニュース」◎
  - 千葉のみ出演。
- 19:50「怒りの投稿!!街なかモンスターハンター」
- 20:05 「ぶっちゃけ!!あるある仕事人」
  - さまざまな職業・仕事での癖や「あるあるネタ」を紹介するコーナー。『夜ラジ』火曜日の21時台に放送されていた「ザ・仕事人」に続いて「仕事人」をゲストに迎える週と、ゲストを迎えずに山本・古川・週替わりパートナーが仕事上の「あるあるネタ」を披露し合う週に分かれる。また、コーナータイトルの「仕事人」にちなんで、『はたらくおじさん』の主題歌をテーマソングに使用。リスナーからの投稿も募集している。
- 20:20「山本社交倶楽部」
- 20:40『あさひるばん ビギニング』（文化放送制作のラジオドラマ。2013年11月12日 - 12月10日）◎
- 20:45「お天気のお知らせ」◎
  - 当番組では、古川が原稿を読む。
- 20:47 エンディング（テーマメッセージの紹介など）

## 受賞歴
- 2014年（平成26年）：日本民間放送連盟賞ラジオ生ワイド番組部門 優秀賞を受賞。[5]

## 特別番組
- 2013年の最終放送日である12月31日には、16:00 - 19:00に『ヤマヒロのぴかいちラジオ〜大晦日年忘れスペシャル〜』として放送。メッセンジャー、シャンプーハットに加えて、円広志、梅田淳[6] をゲストに迎えた。